# Internationale Flüchtlingsorganisation
Die Internationale Flüchtlingsorganisation (engl. International Refugee Organization, IRO) war eine Sonderorganisation der Vereinten Nationen, die am 20. April 1946 als Nachfolgeorganisation der United Nations Relief and Rehabilitation Administration (UNRRA) eingerichtet wurde.
Die Organisation mit Sitz in Genf war verantwortlich für die Fürsorge für Europäer, die durch den Zweiten Weltkrieg heimatlos geworden waren, vor allem Überlebende des Holocaust und ehemalige Zwangsarbeiter, die sogenannten Displaced Persons. Weiterhin organisierte die Behörde die Rückführung dieser Menschen in ihre Heimatländer bzw. ihre Auswanderung in andere Staaten. Die IRO stellte ihre Arbeit am 31. Januar 1952 ein, nachdem sie etwa eine Million Menschen betreut hatte. Nach einer Liquidationsphase wurde die Organisation am 30. September 1953 offiziell aufgelöst. Sie wurde ersetzt durch das Büro des United Nations High Commissioner for Refugees (UNHCR). 